# Maubach

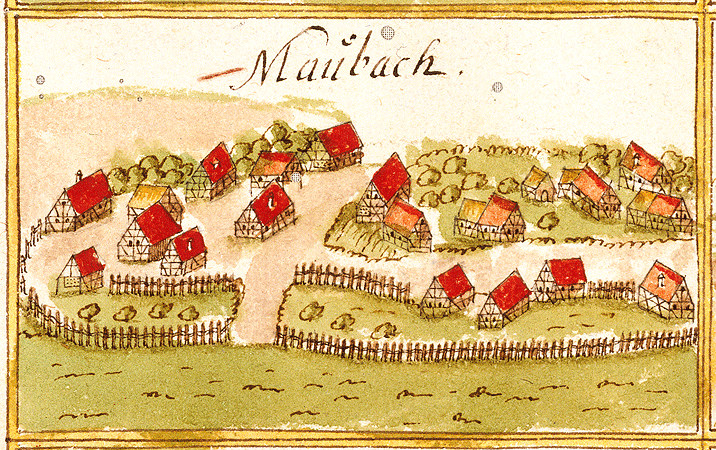
Maubach im 17. Jahrhundert

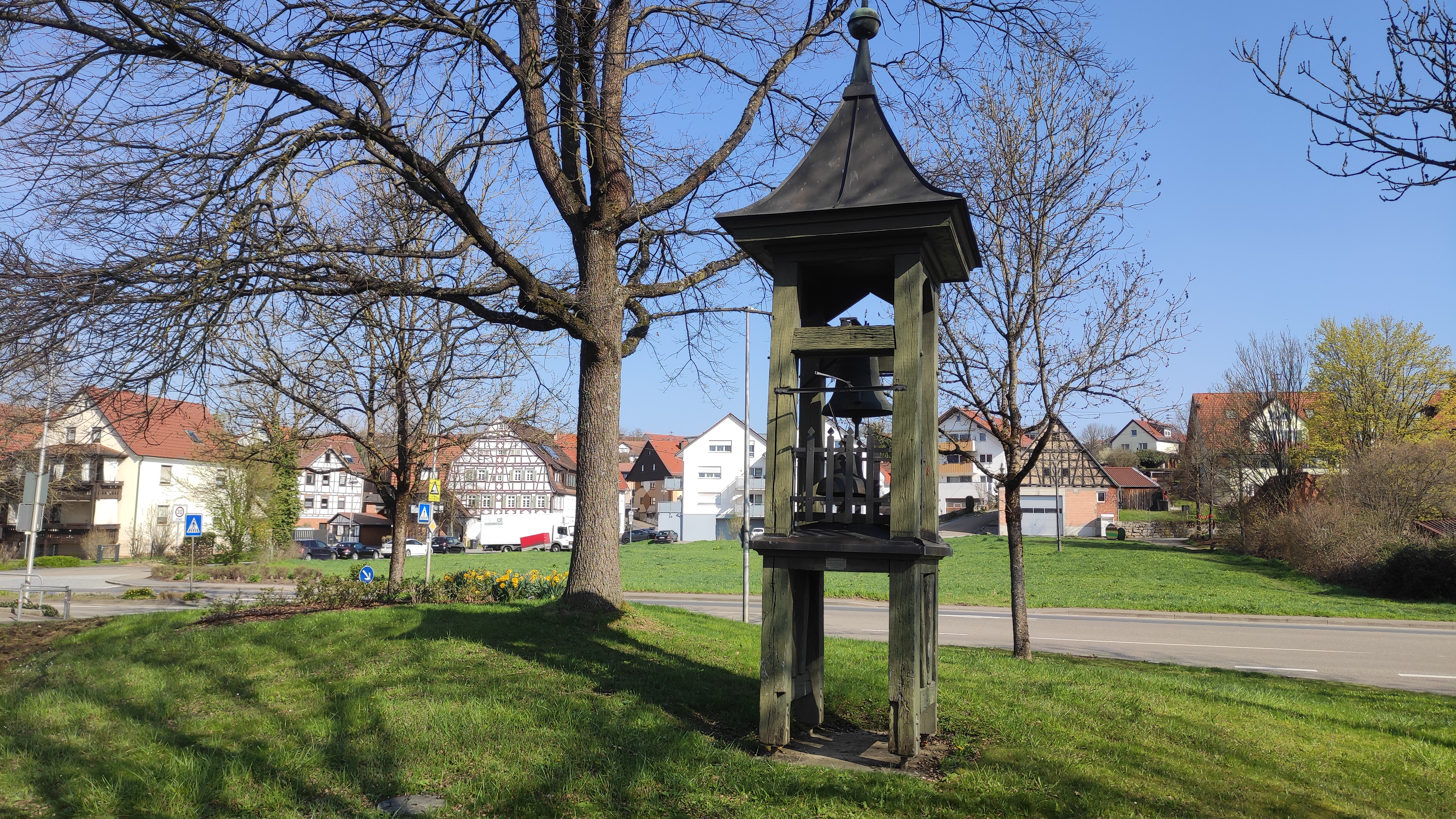
Ortsansicht Maubach

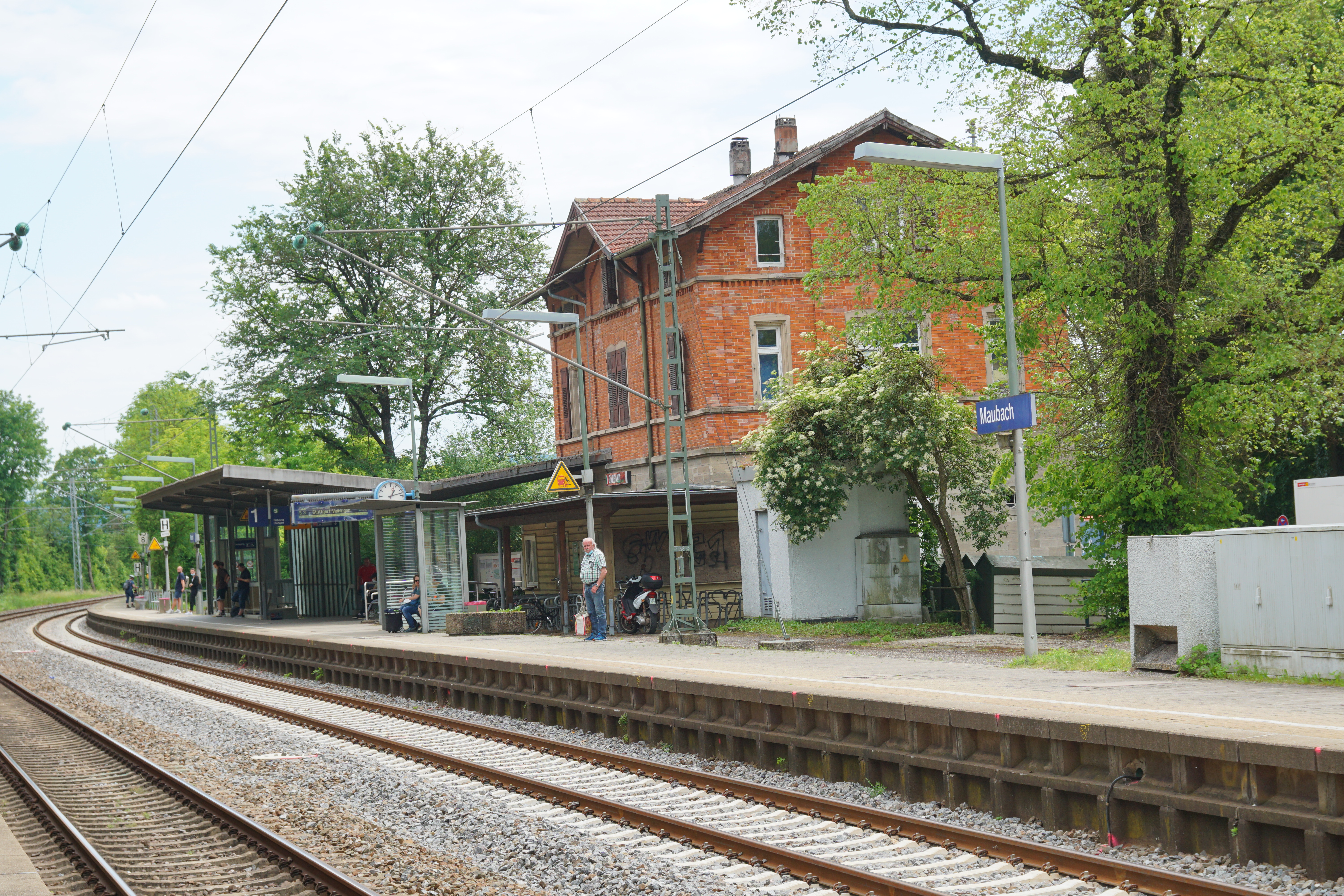
Bahnhof Maubach

Maubach ist ein Stadtteil von Backnang im baden-württembergischen Rems-Murr-Kreis, er liegt etwa 22 km nordöstlich der Landeshauptstadt Stuttgart und etwa 6 km nordnordöstlich der Nachbarstadt Winnenden.

## Geographische Lage
Das Dorf Maubach liegt über zwei Kilometer südlich der Stadtmitte in der Inneren Backnanger Bucht, einem Unterraum des Naturraums Neckarbecken. Der Ort wird vom linken Murr-Zufluss Maubach durchflossen, dem dort der Entenbach zuläuft. Der alte Ortskern erstreckt sich nahe an den beiden Bächen, inzwischen hat sich der fast vollständig zwischen der Bundesstraße 14 im Osten und der Bahnstrecke Waiblingen–Schwäbisch Hall-Hessental im Westen liegende Ort weit nach Norden ausgebreitet.
Umliegende Orte sind Germannsweiler, Backnang, Heiningen, Waldrems und Burgstetten.

## Geschichte

### Antike
Das Gebiet des heutigen Maubach wurde schon von den Römern besiedelt. Beim Bau des Schulhauses an der heutigen B 14 stieß man 1895 auf Gebäudereste römischer Herkunft.  Mit dem Limesfall verließen die Römer das Gebiet. Anschließend wurde das weitgehend menschenleere Gebiet von den Alemannen besiedelt.

### Mittelalter
Das nach dem Gewässer Maubach benannte Dorf wurde am 11. April 1245 als Mubach erstmals urkundlich erwähnt, als Papst Innozenz IV. Besitztümer des Stifts Backnang hier bestätigte. Ortsadlige sind in mehreren Urkunden erwähnt. Bekannt sind: Wolf von Maubach, Bürgermeister von Esslingen, erwähnt 1300 und 1311, Heinrich von Maubach, erwähnt 1311 und Ulrich von Maubach, der 1370 genannt wird. Die Herren von Maubach waren Ministerialen der Markgrafen von Baden. Das Wappen der Maubacher zeigt drei Helme. Heimatforscher vermuten aufgrund eines ähnlichen Wappens verwandtschaftliche Beziehungen zu den Herren von Weissach. Die Burg Maubach ist ebenfalls urkundlich nachgewiesen: In einem Lagerbuch von 1698 ist die Rede von einem „Bürglein“, von dem heute allerdings keine Reste mehr vorhanden sind. Vermutlich lag die Befestigung auf einer Anhöhe südöstlich des Dorfes (Flurname „Bürglesäcker“). Mit Ulrich von Maubach starb das Adelsgeschlecht wohl am Ende des 14. Jahrhunderts in männlicher Linie aus. Seine Tochter Agnes von Maubach veräußerte ihren Besitz in Maubach an das Stift Backnang.

### Neuzeit
Im Zweiten Weltkrieg wurde Maubach am 20. April 1945 von Truppen des 399. Regiments der 100. Infanteriedivision der US-Armee um 16:00 Uhr besetzt. Als die ersten US-Panzer in das Dorf einrollten, wurden sie von deutscher Artillerie aus Richtung Hertmannsweiler beschossen. Durch das Feuer kam ein Mädchen (9 Jahre) ums Leben.
Die zuvor selbständige Gemeinde mit dem Dorf Maubach und dem Wohnplatz Schulhaus (Alte Schule) wurde am 1. Juli 1971 nach Backnang eingemeindet. Vor der Eingemeindung bildeten Maubach, Waldrems und Heiningen seit 1966 eine so genannte Bürgermeisterei.
Nach dem Zweiten Weltkrieg wuchs Maubach durch die Ansiedlung von Heimatvertriebenen und Gewerbebetrieben stark an. In den Neunzigerjahren begann die Planung einer großflächigen Stadterweiterungsmaßnahme am nördlichen Ortsrand (Flur Kreuzäcker), welche aufgrund ihres großen Landverbrauchs stark umstritten war.

### Einwohnerentwicklung
- 1808: 137[9]
- 1828: 203[10]
- 1871: 213 (davon 2 Katholiken)[11]
- 1887: 270 (davon 9 Katholiken)[12]

## Kirche
Maubach hat eine evangelische Kirche, die dem Apostel Paulus geweiht ist (Feldkircher Straße 27). Die Pauluskirche ist ein modernes Gemeindezentrum mit Glockenturm. Das Gotteshaus gehört zur Kirchengemeinde Waldrems-Maubach-Heiningen.

## Politik
Das Gebiet der 1971 eingegliederten Gemeinde Maubach bildet eine Ortschaft im Sinne der baden-württembergischen Gemeindeordnung mit eigenem aus acht Mitgliedern bestehendem Ortschaftsrat.

### Schultheißen und Bürgermeister
Die Schultheißen waren zumeist wohlhabende und angesehene Landwirte, die man umgangssprachlich auch Bauraschultes (Bauernschultes) nannte. Erst 1930 wurde in Württemberg die Amtsbezeichnung Schultheiß für den Ortsvorsteher durch Bürgermeister ersetzt.
Liste der Schultheißen und Bürgermeister (unvollständig, Amtszeiten teilweise unklar):
- um 1670: Melchior Schwaderer[15]
- 1680–1692: Jerg Schwaderer[15]
- 1692–1722: Jacob Hägelin[15]
- 1722–1740: Johann Michael Hägelin[15]
- 1740–1784: Johann Melchior Specht senior[15]
- 1784–1795: Johann Melchior Specht junior[15]
- 1795–1800: Matthäus Kienzle[15]
- 1808: Häußermann[9]
- 1828: Wallenmaier[10] (oder Wahlenmaier)[15]
- 1865–1899: Johannes Schaile[15]
- 1899: Johannes Kurz[15]
- 1908: Karl Widmann[16]
- 1910: Daniel Karl Rueß[15]
- 1966–1971: Ulrich Schäfer (in Personalunion mit Heiningen und Waldrems)

### Wappen

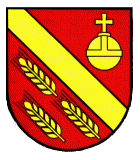

Die Blasonierung des ehemaligen Gemeindewappens lautet: „In rotem Schild ein goldener Schrägrechtsbalken, begleitet oben von einem goldenen Reichsapfel mit aufgestecktem Kreuz, unten von drei (2:1) rechtsschrägen goldenen Ähren.“
Wappenbegründung: Der Reichsapfel mit dem aufgesteckten Kreuz erinnert an die einst enge Verbundenheit Maubachs mit dem Augustiner-Chorherrenstift Backnang. Die Ähren goldenen stehen für die Landwirtschaft.
Mit der Auflösung der Gemeinde Maubach im Zuge der Verwaltungsreform 1971 ist das Wappen erloschen.
Gelegentlich wird das Wappen noch von ortsansässigen Vereinen und zur Traditionspflege verwendet. Seit Beginn der 2010er Jahre ist das Wappen auch wieder auf Ortstafeln zu sehen.

## Vereinsleben
- Entschieden für Christus Waldrems-Heiningen-Maubach (EC WaHeMa)
- Landfrauenverein Maubach
- Musikverein Maubach e.V.
- Tischtennisclub TTC Maubach
- Sportverein Maubach e.V.

## Verkehr

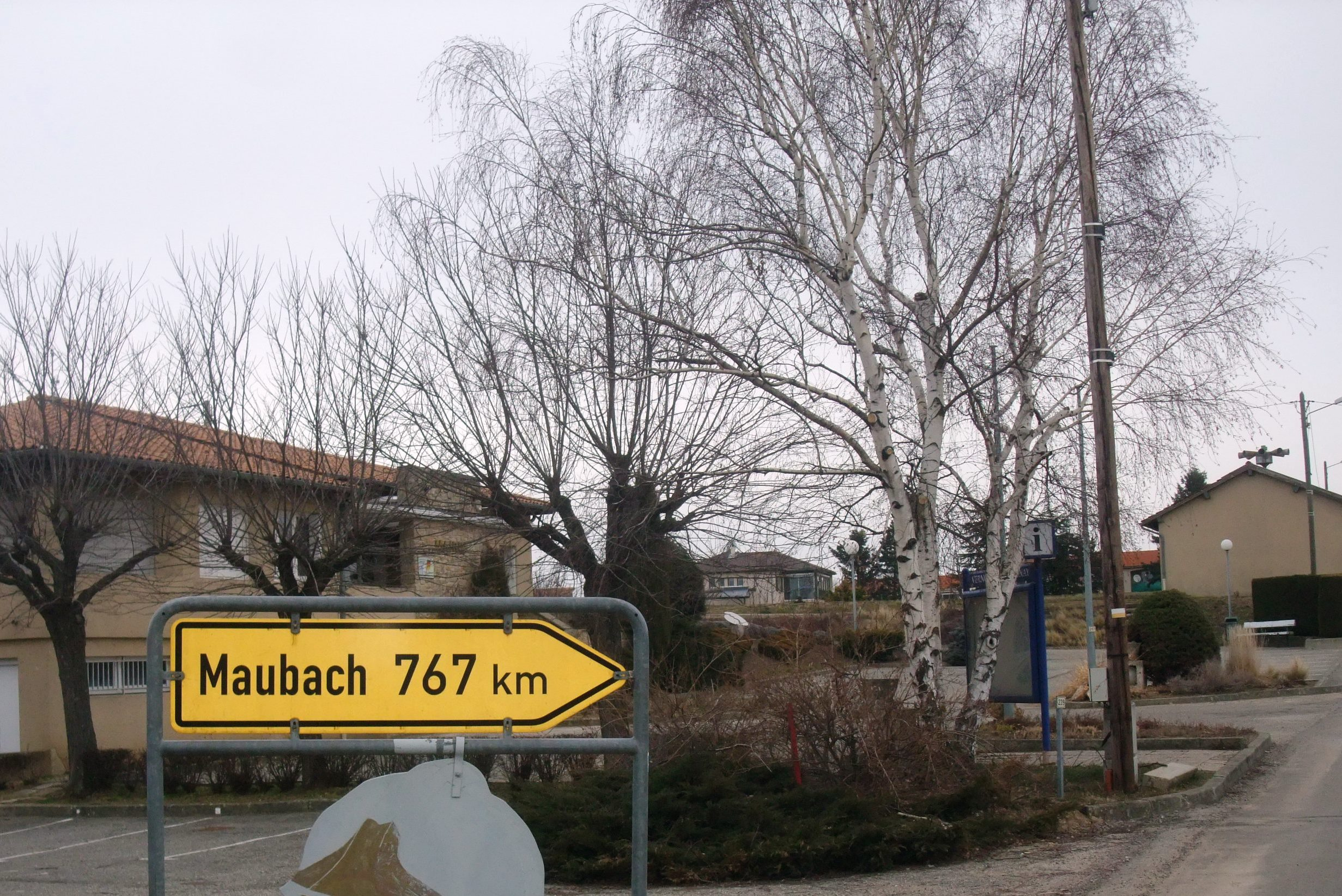
Wegweiser in Vernosc

Maubach verfügt mit der Linie S3 über eine Haltestelle der S-Bahn Stuttgart sowie direkten Anschluss an die Bundesstraße 14.

## Gemeindepartnerschaft
Mit der französischen Gemeinde Vernosc-lès-Annonay in der Ardèche besteht seit 2006 eine Partnerschaft.

## Bildung
In Maubach gibt es mehrere Kindergärten:
- Städtische Kindertagesstätte Maubach Bregenzer Straße
- Städtische Kindertagesstätte Maubach Imster Straße
- Städtische Kindertagesstätte Maubach Schladminger Weg
- Städtische Kindertagesstätte Maubach Stubener Weg
- Städtische Kindertagesstätte in der Grundschule Maubach

Außerdem die Grundschule Maubach mit angeschlossenem Hort.

## Persönlichkeiten

### Ehrenbürger
- 1957: Wilhelm Kübler, Unternehmer, Steinbruchbesitzer[18]

### Mit der Gemeinde verbundene Personen
- Ulrich Schäfer (* 1940), ehemaliger Kommunalpolitiker und Fußballfunktionär (VfB Stuttgart)
- Klaus Wanninger (* 1953), Religionspädagoge und Schriftsteller